# مشعل بن عبد الله بن عبد العزيز بن مساعد آل سعود
الأمير مشعل بن عبد الله بن عبد العزيز بن مساعد بن جلوي آل سعود هو أمير منطقة الحدود الشمالية في المملكة العربية السعودية منذ 13 يوليو 2015 وحتى 22 أبريل 2017. كان يشغل منصب مستشار خادم الحرمين الشريفين قبل إعفائه وتعيينه أميرًا لمنطقة الحدود الشمالية. حاصل على شهادة الدكتوراة في العلاقات الدولية من جامعة دنفر.